# ウォーレン・スパーン賞
ウォーレン・スパーン賞（Warren Spahn Award）は、メジャーリーグベースボールの賞。シーズンで最も活躍した左腕投手に贈られる。
ブレーブスなどで活躍し、左腕歴代1位となる通算363勝を記録したウォーレン・スパーンにちなむもので、1999年にオクラホマシティのオクラホマ・スポーツ博物館によって創設された。

## 受賞者一覧
| 年度   | 選手                        | チーム                                                    | 成績                 |
| ------ | --------------------------- | --------------------------------------------------------- | -------------------- |
| 1999年 | ランディ・ジョンソン        | アリゾナ・ダイヤモンドバックス                            | 17勝9敗 364K 防2.48  |
| 2000年 | ランディ・ジョンソン（2）   | アリゾナ・ダイヤモンドバックス                            | 19勝7敗 347K 防2.64  |
| 2001年 | ランディ・ジョンソン（3）   | アリゾナ・ダイヤモンドバックス                            | 21勝6敗 372K 防2.49  |
| 2002年 | ランディ・ジョンソン（4）   | アリゾナ・ダイヤモンドバックス                            | 24勝5敗 334K 防2.32  |
| 2003年 | アンディ・ペティット        | ニューヨーク・ヤンキース                                  | 21勝8敗 180K 防4.02  |
| 2004年 | ヨハン・サンタナ            | ミネソタ・ツインズ                                        | 20勝6敗 265K 防2.61  |
| 2005年 | ドントレル・ウィリス        | フロリダ・マーリンズ                                      | 22勝10敗 170K 防2.63 |
| 2006年 | ヨハン・サンタナ（2）       | ミネソタ・ツインズ                                        | 19勝6敗 245K 防2.77  |
| 2007年 | CC・サバシア                | クリーブランド・インディアンス                            | 19勝7敗 209K 防3.21  |
| 2008年 | CC・サバシア（2）           | クリーブランド・インディアンス ミルウォーキー・ブルワーズ | 17勝10敗 251K 防2.70 |
| 2009年 | CC・サバシア（3）           | ニューヨーク・ヤンキース                                  | 19勝8敗 197K 防3.37  |
| 2010年 | デビッド・プライス          | タンパベイ・レイズ                                        | 19勝6敗 188K 防2.72  |
| 2011年 | クレイトン・カーショウ      | ロサンゼルス・ドジャース                                  | 21勝5敗 248K 防2.28  |
| 2012年 | ジオ・ゴンザレス            | ワシントン・ナショナルズ                                  | 21勝8敗 207K 防2.89  |
| 2013年 | クレイトン・カーショウ（2） | ロサンゼルス・ドジャース                                  | 16勝9敗 232K 防1.83  |
| 2014年 | クレイトン・カーショウ（3） | ロサンゼルス・ドジャース                                  | 21勝3敗 239K 防1.77  |
| 2015年 | ダラス・カイケル            | ヒューストン・アストロズ                                  | 20勝8敗 216K 防2.48  |
| 2016年 | ジョン・レスター            | シカゴ・カブス                                            | 19勝5敗 197K 防2.44  |
| 2017年 | クレイトン・カーショウ（4） | ロサンゼルス・ドジャース                                  | 18勝4敗 202K 防2.31  |
| 2018年 | ブレイク・スネル            | タンパベイ・レイズ                                        | 21勝5敗 221K 防1.89  |
| 2019年 | パトリック・コービン        | ワシントン・ナショナルズ                                  | 14勝7敗 238K 防3.25  |
| 2020年 | 柳賢振                      | トロント・ブルージェイズ                                  | 5勝2敗 72K 防2.69    |
| 2021年 | フリオ・ウリアス            | ロサンゼルス・ドジャース                                  | 20勝3敗 195K 防2.96  |
| 2022年 | フリオ・ウリアス（2）       | ロサンゼルス・ドジャース                                  | 17勝7敗 166K 防2.16  |
| 2023年 | ブレイク・スネル（2）       | サンディエゴ・パドレス                                    | 14勝9敗 234K 防2.25  |
| 2024年 | クリス・セール              | アトランタ・ブレーブス                                    | 18勝3敗 225K 防2.38  |